# Mistrzostwa Świata w układaniu Kostki Rubika 2013
Mistrzostwa Świata w układaniu kostki Rubika 2013, (ang. World Rubik's Cube Championship 2013) – międzynarodowy turniej Speedcubingowy zorganizowany przez WCA.
Na organizatora mistrzostw wybrano poraź kolejny Stany Zjednoczone, turniej odbył się w Las Vegas W zawodach wzięli udział uczestnicy z 35 państw. W tym z Polski.